# 沃倫鎮區 (密蘇里州馬里昂縣)
沃倫鎮區（英語：Warren Township）是位於美國密蘇里州馬里昂縣的一個行政鎮區。

## 地方資料
沃倫鎮區的面積為272.66平方千米，皆為陸地。根據2020年美國人口普查的數據，當地共有人口1490人，而人口密度為每平方千米5.46人。